# Wohn- und Wirtschaftsgebäude Hinnebecker Straße 87
Das Wohn- und Wirtschaftsgebäude Hinnebecker Straße 87 in der niedersächsischen Gemeinde Schwanewede, Ortsteil Hinnebeck, stammt aus der Mitte des 18. Jahrhunderts. Aktuell (2025) wird es zum Wohnen genutzt.
Das Gebäude steht unter Denkmalschutz (siehe auch Liste der Baudenkmale in Schwanewede).

## Geschichte und Beschreibung
Das Dorf Hinnebeck wurde erstmals 1236 erwähnt und liegt mittig zwischen Marsch und Geest.
Das eingeschossige giebelständige Zweiständer-Hallenhaus in gleichmäßigem Fachwerk mit Steinausfachungen mit (reetgedecktem) Krüppelwalmdach, Uhlenloch und Grooter Door mit Korbbogen wurde 1737 (Inschrift) gebaut. Der Wirtschaftsgiebel kragt auf Knaggen deutlich vor und die Fußwinkelhölzer sind hier geschwungen. Der Wohngiebel wurde später in Backstein erneuert.
Das Landesdenkmalamt befand u. a.: „…  ein typisches Hallenhaus des 18. Jahrhunderts in Zweiständerkonstruktion, hier allerdings mit auffallender, sonst eher regionsuntypischer Vorkragung am Wirtschaftsgiebel.  …“